# 김포한강1로
김포한강1로(Gimpohangang 1-ro)는 경기도 김포시 장기동 김포한강신도시IC 에서 김포시 운양동을 잇는 도로이다.

## 주요 경유지
경기도
- 김포시 (장기본동 . 운양동)

## 노선
| 이름                        | 접속 노선                           | 소재지 | 소재지   | 비고 |
| --------------------------- | ----------------------------------- | ------ | -------- | ---- |
| 고창마을삼거리              | 김포한강3로                         | 김포시 | 장기본동 |      |
| 장기역사거리                | 김포한강4로                         | 김포시 | 장기본동 |      |
| 고창초교입구사거리          | 김포한강1로97번길 김포한강1로98번길 | 김포시 | 장기본동 |      |
| 금빛수로5교                 |                                     | 김포시 | 장기본동 |      |
| 금빛수로5교사거리           | 김포한강1로97번길 김포한강2로24번길 | 김포시 | 장기본동 |      |
| 김포한강로사거리            | 국도 제48호선 (한강대로)            | 김포시 | 장기본동 |      |
| 인공폭포사거리              | 김포한강11로                        | 김포시 | 운양동   |      |
| 운양행정복지센터입구 삼거리 | 모담공원로                          | 김포시 | 운양동   |      |
| 모담공원삼거리              |                                     | 김포시 | 운양동   |      |
| 김포한강 나들목             | 김포한강로                          | 김포시 | 운양동   |      |
| 금포로와 직결               |                                     |        |          |      |

## 주요 건물 및 시설
- GS25 장기유보라점 (김포한강1로 11/장기동 1642)
- 중부지방국세청 김포세무서 (김포한강1로 22/장기동 1656)
- 솔내근린공원 (김포한강1로 29/장기동 1641)
- 장기역 (김포한강1로 지하 59/장기동 1798)
- 아성다이소 김포장기점 (김포한강로 68/장기동 1362)
- 롯데하이마트 한강신도시점 (김포한강1로 75/장기동 1853)
- 새마을금고 김포새마을금고 본점 (김포한강로 81/장기동 1862)
- 이마트에브리데이 김포한강점 (김포한강로 227/운양동 1299-1)
- 파리바게뜨 김포운양점 (김포한강로 227/운양동 1299-1)
- 운양역 (김포한강1로 지하 235/운양동 1299-4)
- 이디야커피 운양역골든타워점 (김포한강1로 250/운양동 1307-3)
- 세븐일레븐 운양골든센터점 (김포한강1로 250/운양동 1307-3)
- 농협 운양동지점 (김포한강1로 250/운양동 1307-3)
- S-OIL 구도일주유소 한강신도시 (김포한강1로 312/운양동 1315-2)